# Серогорлая веерохвостка
Серогорлая веерохвостка (лат. Rhipidura dahli) — вид воробьиных птиц из семейства веерохвостковых.

## Этимология
Видовое название дано в честь немецкого натуралиста профессора Фридриха Даля (1856—1929). Обитает на Архипелаге Бисмарка, английское название — англ. Bismarck fantail.

## Классификация
Выделяют два подвида:
- Rhipidura dahli antonii Hartert, E, 1926
- Rhipidura dahli dahli Reichenow, 1897

## Описание
Небольшая птица размером 13-14,5 см. Цвет оперения головы Rhipidura dahli dahli темное серо-коричневого цвета, переходящего в коричнево-рыжий к спинке. Остальной верх — рыжевато-каштановый с тёмными полосами на крыльях и хвосте. На голове — белые «надбровья» и «усы». Горлышко серо-жёлтое, низ желтовато-коричневый, иногда с рыжеватым оттенком. Радужная оболочка тёмно-коричневая. Клюв чёрный с более бледным основанием. Ноги бледные голубовато-серые. Самка мельче самца, с более бледной макушкой, боковой частью головы и горлышком. Оперение молодых — более бледного оттенка, чем у взрослых с менее выраженными отметинами на голове, желтовато-коричневыми «надбровьями», кремовой полоской «усов» и бледным клювом. Rhipidura dahli antonii отличаются более темным оперением боковой части головы.

## Образ жизни
Серогорлая веерохвостка — насекомоядная птица. Охотится в зарослях от нижних ярусов до кроны. Ловит добычу на лету. Охотится в смешанных стаях с другими мелкими насекомоядными птицами, в том числе с хохлатым монархом лат. Symposiachrus verticalis и золотым свистуном лат. Pachycephala pectoralis.
Песня представляет собой ряд писклявых стрекочущих звуков, завершающаяся повышающейся по высоте повторяющейся одиночной металлической нотой.

## Распространение, места обитания и охранный статус
Эндемики Архипелага Бисмарка, лежащего к северо-востоку от Новой Гвинеи. Подвиды живут на разных островах: Rhipidura dahli dahli в горах Новой Британии, а Rhipidura dahli antonii — в горах Новой Ирландии.
Обитают в субтропических и тропических лесах на высокогорьях от 750 м над уровнем моря на Умбое и от 530 м в Новой Британии. Также локально встречаются в низинных лесах на северо-востоке Новой Британии и, возможно, в других местах.
Международный союз охраны природы (IUCN) относит Rhipidura dahli к видам вызывающим наименьшее беспокойство (охранный статус LC).